# Oklahoma (condado de Clearfield, Pensilvania)
Oklahoma es un lugar designado por el censo ubicado en el condado de Clearfield en el estado estadounidense de Pensilvania. En el Censo de 2020 tenía una población de 759 habitantes y una densidad poblacional de 383,33 habitantes por km². Fue incluido como CDP en el censo de 2020.

## Geografía
Oklahoma se encuentra ubicado en las coordenadas 41°6′50″N 78°43′59″O / 41.11389, -78.73306. Según la Oficina del Censo de los Estados Unidos,  tiene una superficie total de 1,98 km², todos correspondientes a tierra firme.